# Vita and Virginia
Pour plus de détails, voir Fiche technique et Distribution.
Vita et Virginia est un film britannico-irlandais biographique de Chanya Button, sorti en 2018. Il s'inspire de la pièce de théâtre Vita & Virginia d'Eileen Atkins, elle-même inspirée de la relation amoureuse entre les écrivaines britanniques Virginia Woolf et Vita Sackville-West au début du XXe siècle.
Le film a été présenté au festival international du film de Toronto 2018.

## Synopsis
Le film commence en 1922 dans la région de Londres, au Royaume-Uni. Vita Sackville-West est une écrivaine britannique à succès et une femme émancipée qui fume, conduit, signe ses livres de son vrai nom et vit une relation ouverte avec son mari, le diplomate Harold Nicolson, lui-même discrètement bisexuel. Vita vient de lire Mr Dalloway, le dernier livre de Virginia Woolf, écrivaine qu'elle admire et souhaite rencontrer. Mais Vita est issue de l'aristocratie conservatrice, et tant sa mère que son mari se montrent méfiants vis-à-vis de Woolf, qui passe pour folle et fait partie d'un groupe d'écrivains socialistes à la réputation de bohêmes, le Bloomsbury Group, dont les œuvres n'ont à ce moment qu'une diffusion confidentielle. Vita est bisexuelle et, dans sa jeunesse, elle a frisé le scandale en s'enfuyant avec une de ses amoureuses, Violet Keppel. Sa mère, qui a étouffé l'affaire, intervient pour empêcher la parution de son futur livre et lui défend de rencontrer le Bloomsbury Group. Vita finit par se rendre à l'une de leurs soirées et rencontre Virginia : c'est un coup de foudre, non réciproque. Déterminée à mieux connaître Virginia Woolf, Vita entame avec elle une correspondance vivace et soutenue, dont le film utilise de nombreux extraits. Elle s'intéresse à la maison d'édition fondée par Virginia Woolf et son mari Leonard Woolf, Hogarth Press. Vita va jusqu'à lui soumettre et lui dédicacer son prochain livre, Seducers in Ecuador, ainsi que les suivants, qui sont des succès et améliorent les finances de la maison. Elle lie connaissance avec la sœur de Virginia, Vanessa Bell, qui est peintre et dont le mari, Clive Bell, est également peintre.
Virginia Woolf, peu expansive, refuse une invitation à voyager avec Vita. Celle-ci, peu habituée aux refus, se trouve bientôt très amoureuse. Virginia, pendant ce temps, commence à rencontrer le succès avec Mrs Dalloway. Toujours admirative, Vita finit par faire comprendre ses sentiments à Virginia et par l'embrasser la veille de son départ pour une ambassade diplomatique avec son mari où elle devra jouer un rôle d'épouse parfaite qui lui répugne. Profondément émue, Virginia se trouve désespérée par l'absence de Vita et a une crise d'hallucinations. Elle comprend qu'elle est en train de tomber amoureuse de Vita mais met du temps à l'accepter. Au retour de Vita, les deux femmes entament une idylle dans la résidence de la famille de Vita, Knole House, dont Vita n'a pas pu hériter. Leurs maris respectifs acceptent leur relation mais leur conseillent la prudence, car un scandale les ruinerait et les empêcherait de continuer à publier. La relation entre les deux femmes améliore grandement le bien-être de Virginia, qui retrouve un équilibre psychologique et émotionnel. Toutes deux connaissent une période de créativité intense.
L'idylle est bientôt perturbée par les infidélités de Vita. Un jour, celle-ci se rend à une exposition de Vanessa et Clive Bell en compagnie d'une autre amante, Mary. Virginia, effondrée devant cette trahison, quitte l'exposition à pied, sans manteau ni bagage, sans dire où elle va. Sa famille craint le pire. Leonard finit par retrouver Virginia saine et sauve dans son bureau à Hogarth Press : elle vient d'avoir l'idée de son prochain livre, Orlando, qui s'inspirera de Vita pour relater l'histoire d'un homme qui traverse plusieurs siècles et devient femme en menant une vie d'artiste intense ; le livre doit transcender la frontière entre biographie et fiction, mais surtout, sur le plan philosophique, décrire au plus juste la vie intérieure du sujet et sa perception du monde, sans se contenter d'énumérer ce qui lui arrive au cours de sa vie, comme le font les biographies habituelles. Vita, mi-enthousiasmée, mi-intimidée, accepte le projet de livre, qui contiendra une photographie d'elle représentant Orlando. L'écriture du livre est traversée d'orages dans la relation entre les deux écrivaines : nouvelles infidélités de Vita, envies de voyage alors que Virginia a besoin de son modèle près d'elle pour terminer le livre, etc. Quand Virginia achève le livre, les deux amantes sont brouillées et Vita est en voyage. Virginia lui envoie néanmoins un exemplaire du livre, qui bouleverse Vita au point de la faire revenir. Réconciliées, les deux femmes vivent encore un temps heureuses ensemble, jusqu'à une nouvelle infidélité de Vita. Le film s'achève en 1935. Virginia, de nuit, part dans la campagne en chemise de nuit. Inquiète, Vita la rejoint. Elles conversent longuement au sujet de leurs inspirations respectives et de leur rapport à la vie et à l'écriture, puis Virginia fait comprendre à Vita qu'elle préfère mettre fin à leur relation. L'intrigue du film se clôt sur cette séparation, tout en précisant que les deux femmes restent amies jusqu'à la mort de Virginia Woolf en 1941.

## Fiche technique
- Titre : Vita and Virginia
- Réalisation : Chanya Button
- Assistants réalisateurs : Owen Magee, Claire Awdry
- Scénario : Eileen Atkins, Vita Sackville-West (correspondance), Virginia Woolf (correspondance)
- Producteurs : Evangello Kioussis, Katie Holly
- Sociétés de production : Mirror Productions, Blinder Films, Sampsonic Media
- Montage : Mark Trend
- Directeur de la photographie : Carlos de Carvalho
- Musique : Isobel Waller-Bridge
- Son : Simon J. Willis
- Langue d'origine : Anglais
- Pays d'origine :  Royaume-Uni  Irlande
- Genre : Biographique, drame, romance saphique
- Lieux de tournage : Dublin, Irlande
- Durée : 110 minutes
- Date de sortie :

 Canada : 11 septembre 2018 (Festival international du film de Toronto)
 Royaume-Uni : 5 juillet 2019
 France : 10 juillet 2019

## Distribution
- Elizabeth Debicki : Virginia Woolf
- Gemma Arterton : Vita Sackville-West
- Isabella Rossellini : Lady Sackville (en)
- Rupert Penry-Jones : Sir Harold Nicolson
- Emerald Fennell : Vanessa Bell
- Nathan Stewart-Jarrett : Ralph Partridge
- Peter Ferdinando (en) : Leonard Woolf
- Gethin Anthony : Clive Bell
- Adam Gillen (en) : Duncan Grant
- Brenock O'Connor (en) : Julian Bell
- Darren Dixon : Ben Sackville-West
- Sam Hardy : Nigel Sackville-West
- Karla Crome : Dorothy Wellesley
- Amelle Metcalfe : Angelica Bell
- Jane McGrath : Nelly
- Thalia Hefferman : Mary Campbell
- Bryan Murray : le docteur
- Carolyn Lockley : une bonne au château de Knole
- Mark Quigley : un membre du Bloomsbury Group

## Accueil critique
À sa sortie en France le 10 juillet 2019, le film divise les critiques de presse. 
Plusieurs critiques apprécient tant la prestation des actrices principales que les choix de scénario et de réalisation du film, qui s'émancipent des codes habituels un peu empesés du film biographique en costumes. Dans Le Figaro, Marie-Noëlle Tranchant estime que le film « explore avec intelligence l’histoire d’une passion amoureuse et littéraire ». Dans Le Monde, Thomas Sotinel apprécie le fait que la réalisatrice du film « a visé très haut » en voulant « mettre en scène dans le même mouvement un épisode biographique et la création d’une œuvre » (Orlando de Virginia Woolf), et il est d'avis que, malgré « quelques déconvenues » (les scènes d'hallucination de Woolf ne le convainquent pas), le film parvient à son but grâce au « le beau couple que forment Elizabeth Debicki et Gemma Arterton, et [au] foisonnement des idées et trouvailles qui toutes veulent affranchir Vita & Virginia des pesanteurs de la tradition du film britannique en costume ». Dans le magazine LGBT Têtu, Renan Cros signe une critique très favorable du film, évoquant « un beau film au romantisme vivace et littéraire ».
Parmi les critiques plus en demi-teinte, Le Parisien, sous la plume de Catherine Balle, donne au film une note de 3 sur 5 et estime qu'il « raconte avec finesse – et des dialogues très littéraires – une histoire d'amour anti-conformiste et complexe », tout en regrettant « une interprétation un peu ampoulée ». Ouest France juge le portrait des deux écrivaines « réussi » mais trouve que « la manière d'injecter du contemporain dans la mise en scène fait un peu toc ». Dans le journal chrétien La Croix, Emmanuelle Giuliani donne au film une étoile sur trois et regrette qu'il déploie « plus de soin que de souffle ». Très convaincue par la prestation des deux actrices principales, par les décors et les costumes et par les quelques scènes d'hallucinations, elle reste dubitative en revanche devant l'abondance des gros plans et le recours constant à des extraits de la correspondance qu'ont entretenue les deux écrivaines, procédés qui lui semblent alanguir le film et en faire « sage exercice, bien éloigné de la magnétique singularité de ses héroïnes ». Dans Le Journal du dimanche, Baptiste Thion affirme lui aussi que « Virginia Woolf méritait plus d'audace ».
Parmi les critiques les moins convaincus, Camille Nevers, dans Libération, argumente dans le sens d'un film non pas mauvais mais raté, au sens où il tente des choses parfois intéressantes mais en échouant la plupart du temps. François Forestier, dans Le Nouvel Observateur, juge qu'« il manque l’essentiel : la passion » puisqu'un film « c’est comme un requin : quand il cesse d’avancer, il meurt ». Dans Les Inrockuptibles, Emily Barnett déplore « un biopic bien sage et policé » et le rapproche des tentatives précédentes qui ne lui paraissent pas meilleures, au point de se demander si porter Woolf à l'écran relève du pari impossible.

## Édition vidéo
Le film sort en France en DVD et VOD le 5 novembre 2019, édité par Pyramide.